# Limba quiché
Limba quiché (/kiːˈtʃeɪ/; cunocută și ca limba k'iche' [kʼiˈtʃeʔ]) e o limbă mayașă din Guatemala, care e vorbită de oamenii quicheq ce locuiesc în zonele centrale muntoase, care sunt mayași ce trăiesc și în prezent. Limba quiché este o limbă mesoamericană, fiind în acelaș timp și o limbă mayașă. Cu peste un milion de vorbitori (aproximativ 7% din populația Guatemalei), quiché a doua cea mai vorbită din Guatemala, pe primul loc fiind spaniola. Cei mai mulți dintre vorbitorii limbii quiché cunosc limba spaniolă, dar nu mulți o vorbesc fluent.